# Monochamus semigranulatus
Monochamus semigranulatus är en skalbaggsart som beskrevs av Maurice Pic 1925. Monochamus semigranulatus ingår i släktet Monochamus och familjen långhorningar.
Artens utbredningsområde är Laos. Inga underarter finns listade i Catalogue of Life.